# Lali
Lālī (farsi لالی) è il capoluogo dello shahrestān di Lali, circoscrizione Centrale, nella provincia del Khūzestān. Aveva, nel 2006, una popolazione di 16.213 abitanti.